# 2007—2008年澳洲地區熱帶氣旋季
2007－08年澳洲地區熱帶氣旋季，泛指在2011年7月至2012年6月內的任何時間，於澳洲地區所產生的熱帶氣旋。大部份於澳洲地區的熱帶氣旋通常都會於11月至4月期間形成。
本條目的範圍僅侷限於赤道以南，東經90度和西經160度以內的澳洲地區水域。這範圍包括了澳大利亞、巴布亞新幾內亞、所羅門群島的西部地區、東帝汶和印度尼西亞的南部地區。在澳洲地區產生的熱帶氣旋是由澳洲、印尼和巴布亞新畿內亞命名，而美國聯合颱風警報中心會把在該地區的熱帶低氣壓的編號以U字母作結。

## 簡介
此文內容只包含在澳洲地區形成的熱帶氣旋的介紹。
風暴是由澳洲、印尼和巴布亞紐幾內亞命名和發出報告的。

## 風暴

### 熱帶氣旋 01U
在7月27日，一熱帶擾動在西南印度洋形成。它在7月29日橫過邊界進入東南印度洋範圍，被聯合颱風警報中心升格為熱帶风暴，並被澳洲氣象部定為熱帶低氣壓。第二天，聯合颱風警報中心為它發出最後報告。它在7月31日消散。
在事後報告中，澳洲氣象部將它升格為一級熱帶氣旋。

### 熱帶氣旋李-阿里爾（Lee-Ariel）
在11月13日，一熱帶低氣壓在蘇門答臘之西南形成。第二天，它增強為一熱帶氣旋並被命名為Lee。它在同日橫過邊界進入東南印度洋範圍。11月15日，它橫過邊界進入西南印度洋範圍，並被留尼汪氣象部定為強烈熱帶風暴，重新命名為Ariel。11月17日，它減弱為一中級熱帶風暴。同日，它減弱為一熱帶低氣壓。第二天，它減弱為一熱帶擾動，留尼汪氣象部為它發出最後報告。

### 強烈熱帶氣旋古巴（Guba）
在11月13日，一熱帶低氣壓在東南新畿內亞附近形成。第二天，它增強為一熱帶氣旋並被命名為Guba。11月16日，它增強為一強烈熱帶氣旋。第二天，它減弱為一熱帶氣旋。11月20日，它減弱為一熱帶低氣壓，澳洲氣象部為它發出最後報告。

### 熱帶低氣壓 04U
在12月18日，一熱帶擾動在留尼汪之東北形成。同日，聯合颱風警報中心將它確認為熱帶氣旋。同日，它增強為一熱帶低氣壓。第二天，它短暫地增強為一中級熱帶風暴，但未被毛里裘斯命名，就已減弱為一熱帶低氣壓。12月20日，它重新增強為一中級熱帶風暴並被命名為Dama。第二天，它減弱為一熱帶低氣壓。同日，它減弱為一消散中低氣壓。同日，留尼汪氣象部為它發出最後報告。同日，它橫過邊界進入東南印度洋。12月22日，澳洲氣象部為它發出最後報告。

### 熱帶氣旋梅蘭妮（Melanie）
在12月27日，一熱帶低氣壓在東南印度洋形成。第二天，它增強為一熱帶氣旋並被命名為Melanie。同日，聯合颱風警報中心將它確認為熱帶氣旋。1月1日，聯合颱風警報中心為它發出最後報告。第二天，它減弱為一熱帶低氣壓，澳洲氣象部為它發出最後報告。

### 熱帶低氣壓 07U
在12月31日，一熱帶低氣壓在東南印度洋形成。1月2日，澳洲氣象部為它發出最後報告。

### 熱帶氣旋海倫（Helen）
在1月3日，一熱帶低氣壓在Wyndham之東北偏北形成。同日，聯合颱風警報中心將它確認為熱帶氣旋。第二天，它增強為一熱帶氣旋並被命名為Helen。同日，它在Daly River Mouth登陸。1月5日，它減弱為一熱帶低氣壓。第二天，澳洲氣象部為它發出最後報告。

### 熱帶低氣壓 (17S)
在2月4日，一熱帶低氣壓在東南印度洋形成。同日，澳洲氣象部為它發出最後報告。2月7日，聯合颱風警報中心將它確認為熱帶氣旋。同日，澳洲氣象部為它重新發出報告。2月10日，澳洲氣象部為它發出最後報告。

### 強烈熱帶氣旋尼古拉斯（Nicholas）
在2月10日，一熱帶低氣壓在Broome之東北形成。2月12日，聯合颱風警報中心將它確認為熱帶氣旋。第二天，它增強為一熱帶氣旋並被命名為Nicholas。2月16日，它增強為一強烈熱帶氣旋。2月18日，它減弱為一熱帶氣旋。2月20日，它在Carnarvon登陸。同日，它減弱為一熱帶低氣壓，澳洲氣象部為它發出最後報告。同日，聯合颱風警報中心為它發出最後報告。

### 熱帶氣旋奧菲莉亞（Ophelia）
在2月27日，一熱帶低氣壓在澳洲內陸形成。3月1日，聯合颱風警報中心將它確認為熱帶氣旋。同日，它增強為一熱帶氣旋並被命名為Ophelia。3月6日，聯合颱風警報中心為它發出最後報告。第二天，它減弱為一熱帶低氣壓，澳洲氣象部為它發出最後報告。

### 熱帶低氣壓 (20P)
在2月29日，一熱帶低氣壓在珊瑚海形成。同日，聯合颱風警報中心將它確認為熱帶氣旋。同日，聯合颱風警報中心為它發出最後報告。第二天，澳洲氣象部為它發出最後報告。

### 強烈熱帶氣旋龐丘（Pancho）
在3月24日，一熱帶低氣壓在東南印度洋形成。同日，聯合颱風警報中心將它確認為熱帶氣旋。第二天，它增強為一熱帶氣旋並被命名為Pancho。3月26日，它增強為一強烈熱帶氣旋。3月28日，它減弱為一熱帶氣旋。第二天，它減弱為一熱帶低氣壓，澳洲氣象部為它發出最後報告。同日，聯合颱風警報中心為它發出最後報告。

### 熱帶氣旋羅西（Rosie）
在4月20日，一熱帶低氣壓在明古魯市之西南形成。第二天，聯合颱風警報中心將它確認為熱帶氣旋。4月22日，它增強為一熱帶氣旋並被命名為Rosie。第二天，它減弱為一熱帶低氣壓。4月24日，聯合颱風警報中心為它發出最後報告。第二天，澳洲氣象部為它發出最後報告。

### 熱帶氣旋杜爾加（Durga）
在4月22日，一熱帶低氣壓在明古魯市之西南形成。同日，聯合颱風警報中心將它確認為熱帶氣旋。第二天，它增強為一熱帶氣旋並被命名為Durga。4月24日，聯合颱風警報中心為它發出最後報告。第二天，它減弱為一熱帶低氣壓，澳洲氣象部為它發出最後報告。

## 風暴名稱

### 印尼沿岸
如果一個熱帶氣旋在南緯0-10度和東經90-125度之間形成，雅加達熱帶氣旋警告中心就會為它命名。此區的風暴名稱尚未被宣布。在11月14日形成的熱帶氣旋被澳洲氣象局以東南印度洋名稱「Lee」命名；但在4月23日形成的熱帶氣旋則被印度尼西亞氣象、氣候和地球物理局命名為「Durga」。
| - Durga |

### 東南印度洋
如果一個熱帶氣旋在南緯10-36度和東經90-約125度之間形成，珀斯熱帶氣旋警告中心就會為它命名。
| - Lee - Melanie - Nicholas - Ophelia - Pancho - Rosie - Selwyn（未用） - Tiffany（未用） - Victor（未用） - Zelia（未用） - Alison（未用） |

### 阿拉弗拉海和西卡奔塔利亞灣
如果一個熱帶氣旋在南緯0-約32度和東經約125-約141度之間形成，達爾文熱帶氣旋警告中心就會為它命名。
| - Helen - Ira（未用） - Jasmine（未用） - Kim（未用） - Laura（未用） - Matt（未用） |

### 東卡奔塔利亞灣和珊瑚海
如果一個熱帶氣旋在南緯10-約33度和東經約141-約160度之間形成，布里斯班熱帶氣旋警告中心就會為它命名。
| - Rebecca（未用） - Sheryl（未用） - Tania（未用） - Vernon（未用） - Whitney（未用） |

### 所羅門海和巴布亞灣
如果一個熱帶氣旋在南緯0-約10度和東經約141-約160度之間形成，莫爾茲比港熱帶氣旋警告中心就會為它命名。此區熱帶氣旋名字隨機使用，當使用時，名字將自動停用並被取代。
| - Alu（未用） - Buri（未用） - Dodo（未用） - Emau（未用） - Fere（未用） | - Guba - Hibu（未用） - Ila（未用） - Kama（未用） - Lobu（未用） |

## 內部連結
- 2007－2008年西南印度洋熱帶氣旋季
- 2007－2008年南太平洋熱帶氣旋季
- 2007年太平洋颱風季
- 2007年太平洋颶風季
- 2007年大西洋颶風季
- 2007年北印度洋氣旋季
- 2008年太平洋颱風季
- 2008年太平洋颶風季
- 2008年大西洋颶風季
- 2008年北印度洋氣旋季